# Kościół Niepokalanego Poczęcia Najświętszej Maryi Panny w Koszewie
Kościół Niepokalanego Poczęcia Najświętszej Maryi Panny w Koszewie – katolicki kościół filialny zlokalizowany w Koszewie, w gminie Stargard.

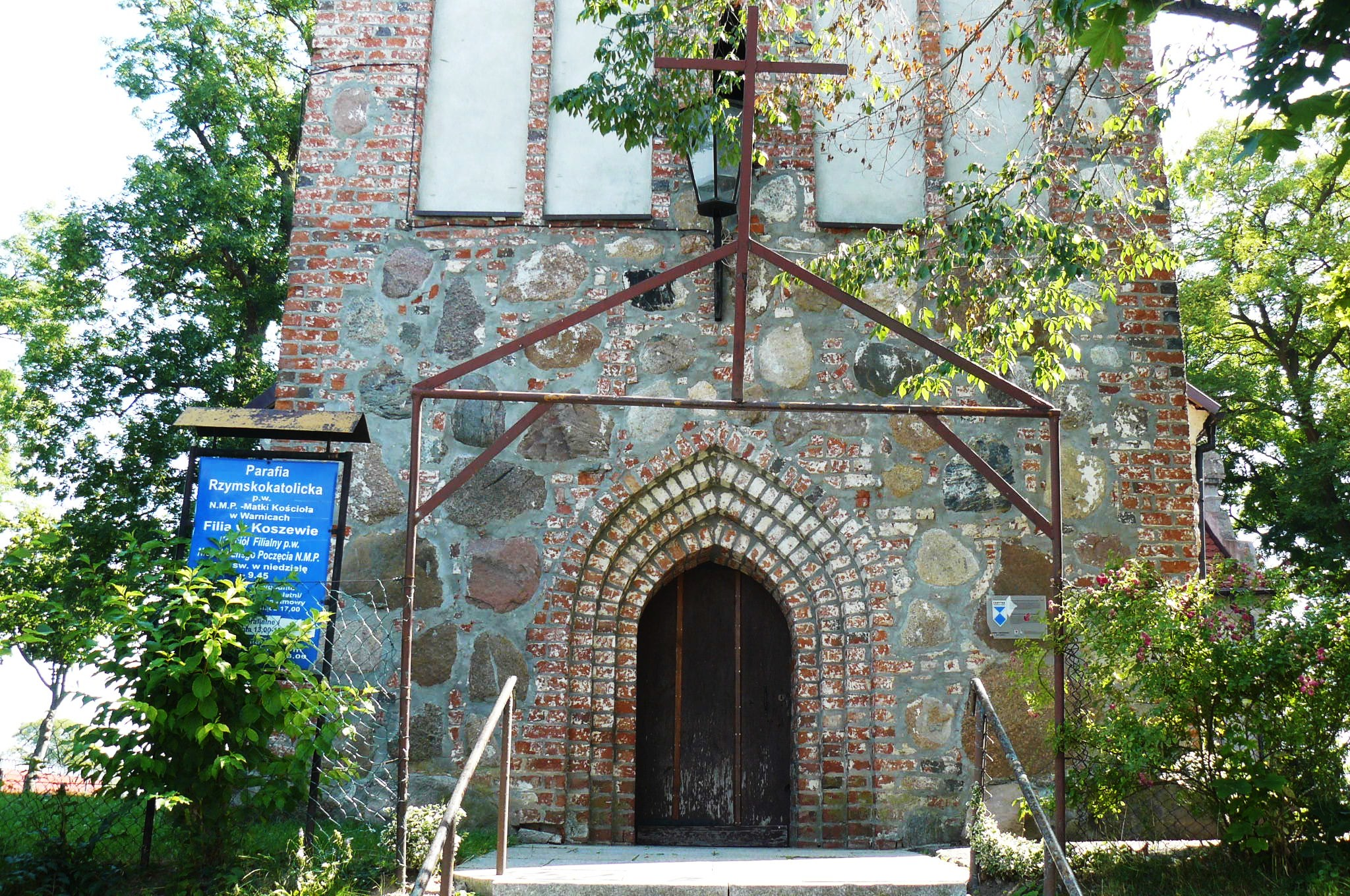
Portal wejściowy

Świątynia powstała w pierwszej połowie XV wieku z kamienia polnego i cegły. Budowa dzieliła się na dwa etapy: najpierw powstało salowe prezbiterium (od wschodu zamknięte trójdzielną ścianą), a potem, w początku XVI wieku, salowa nawa (szersza od prezbiterium) i kwadratowa wieża ozdobiona ostrołukowymi blendami. Wieża posiada w górnej części blanki i zwieńczona jest ostrosłupem. Z XIX wieku pochodzą wstawki zegarowe w korpusie wieży. W XVIII wieku do prezbiterium dobudowano kwadratową kaplicę.